# Кейша
Кейша (англ. Keisha; урожд. Ракель Рене Риос, англ. Raquel Rene Rios; 25 октября 1966, Лос-Анджелес) — американская порноактриса и эротическая танцовщица.

## Ранние годы
В 1984 году окончила школу в городе Вестчестере. По её словам, она «всегда была очень сексуальной и имела репутацию шлюхи ещё до того, как в четырнадцатилетнем возрасте потеряла девственность». После окончания школы стала секретаршей, но вскоре, желая найти более интересную работу, стала работать оператором в «Сексе по телефону». Однажды владелец компании, где она работала, пригласил её на вручение премии XRCO Awards, и именно это стало толчком к началу порнокарьеры Кейши.
Люди подходили ко мне и спрашивали, не актриса ли я — и когда я отвечала отрицательно, замечали: «Но вы должны ей быть». Но что действительно повлияло на меня — это слова, которые сказала мне сослуживица после выхода на сцену Трейси Лордз: «Видишь эту девчонку? Она ездит на „Ferrari“». Хороший секс и много денег — это звучало заманчиво.
После посещения премии она принялась наводить справки, насколько её ожидания соответствуют реальности, и примерно через месяц приняла решение начать карьеру в порно.
Её дебютным фильмом стал «Having It All», в котором партнерами Кейши были Фрэнк Джеймс, Таня Фокс и Том Байрон.

## Дальнейшая карьера
В январе 1987 года Кейша отправилась в турне по стрип-клубам США и Канады. Как правило, Кейша давала четыре шоу за ночь, после каждого из них общаясь со зрителями. Зрители могли получить от неё поляроидную фотографию 8х10 с автографом, а особо приглянувшиеся Кейше — лэпдэнс.
С 1990 года Кейша переключилась на танцевальные выступления, которые занимали одну-две недели в месяц. Изредка Кейша снималась в порно — исключительно чтобы быть в курсе положения дел в этой области.
В 1996 году она решила сделать перерыв в работе и вернуться в колледж, но с 1999 года вновь стала сниматься в порно.
Всего за свою карьеру снялась в 308 порнофильмах (включая компиляции).
В 2006 году сыграла роль Мишель «Питчер-машины» в фильме Фрэнка Себастиано «Пивная лига».
Является членом Залов славы AVN, XRCO и «Legends of Erotica».

## Избранная фильмография
- 1985. Having It All.
- 1987. Nightshift Nurses.
- 1988. Keisha.
- 1989. Red Hot Fire Girls.
- 1993. Pussyman 3.
- 1993. Pussyman 4.
- 1994. Candy Factory.
- 1999. White Lightning.
- 2000. Stupid Cupid.